# Bambusa xueana
Bambusa xueana là một loài thực vật có hoa trong họ Hòa thảo. Loài này được Ohrnb. mô tả khoa học đầu tiên năm 1997.